# Weśrednik
Weśrednik (prononcé [vɛˈɕrɛdnik]) est un village du district (ou powiat) de Chodzież et de la gmina de Szamocin, dans la voïvodie de Grande-Pologne, à l'ouest du pays. Il se trouve à environ 6 kilomètres (4 mi) au sud-ouest de Szamocin, 11 km (7 mi) à l'est de Chodzież, et 69 km (43 mi) au nord de Poznań, chef-lieu de la voïvodie.